# Švýcarsko na Zimních olympijských hrách 1972
Švýcarsko se účastnilo Zimní olympiády 1972. Zastupovalo ho 52 sportovců (46 mužů a 6 žen) v 6 sportech.

## Medailisté
| Medaile | Jméno                                                    | Sport           | Soutěž                  |
| ------- | -------------------------------------------------------- | --------------- | ----------------------- |
| Zlato   | Bernhard Russi                                           | Alpské lyžování | Muži sjezd              |
| Zlato   | Marie-Theres Nadigová                                    | Alpské lyžování | Ženy sjezd              |
| Zlato   | Marie-Theres Nadigová                                    | Alpské lyžování | Ženy obří slalom        |
| Zlato   | Jean Wicki Hans Leutenegger Werner Camichel Edy Hubacher | Boby            | Čtyřbob                 |
| Stříbro | Roland Collombin                                         | Alpské lyžování | Muži sjezd              |
| Stříbro | Edmund Bruggmann                                         | Alpské lyžování | Muži obří slalom        |
| Stříbro | Walter Steiner                                           | Skoky na lyžích | Muži velký můstek (90m) |
| Bronz   | Werner Mattle                                            | Alpské lyžování | Muži obří slalom        |
| Bronz   | Jean Wicki Edy Hubacher                                  | Boby            | Dvojbob                 |
| Bronz   | Alfred Kälin Albert Giger Alois Kälin Eduard Hauser      | Běh na lyžích   | Štafeta mužů            |